# Nectophryne batesii
Espèce
Statut de conservation UICN

 LC  : Préoccupation mineure
Nectophryne batesii est une espèce d'amphibiens de la famille des Bufonidae.

## Répartition
Cette espèce se rencontre
- dans la moitié Sud du Cameroun ;
- dans la moitié Nord du Gabon ;
- dans le nord-est de la République démocratique du Congo ;
- dans le sud-ouest de la Centrafrique.

Sa présence est incertaine au Nigeria, en République du Congo et en Guinée équatoriale.

## Étymologie
Cette espèce est nommée en l'honneur de George Latimer Bates.

## Publication originale
- Boulenger, 1913 : On the Presence of Two closely allied Species of Toads of the Genus Nextophryne in Cameroon. Annals and Magazine of Natural History, ser. 8, vol. 12, p. 70-72 (texte intégral).